# Warmbloedig

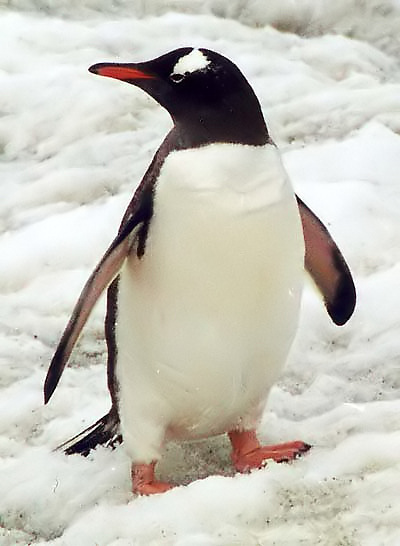
De poten van een arctische pinguïn zijn altijd kouder dan de rest van zijn lichaam

Warmbloedige organismen hebben een interne productie en regulatie van warmte. Dit in tegenstelling tot koudbloedige organismen die afhankelijk zijn van externe warmtebronnen voor de regulatie van hun lichaamstemperatuur. Bekende warmbloedige dieren zijn vogels en zoogdieren.
Lange tijd werd gedacht dat dieren óf koudbloedig zijn en altijd dezelfde temperatuur als de omgeving hebben, ofwel warmbloedig zijn en een constante lichaamstemperatuur handhaven door energie te verbruiken. Het bleek echter wezenlijk anders in elkaar te steken; er zijn zowel koudbloedigen die de temperatuur en hun metabolisme kunnen opvoeren als warmbloedigen die de lichaamstemperatuur kunnen verlagen, soms zelfs drastisch. Tegenwoordig worden de verschillende soorten van warm- en koudbloedigheid meer als verschillende vormen van thermoregulatie gezien dan als twee verschillende groepen.

## Vormen van warmbloedigheid
Endotherm (Grieks: endo = binnen, therm = warmte) betekent dat een organisme met behulp van het eigen lichaam de temperatuur kan regelen. Dit gebeurt bijvoorbeeld door de spieren te laten bewegen, te zweten of de ademhaling te versnellen. De koudbloedige tegenhanger is ectotherm. Deze dieren zijn afhankelijk van de omgevingstemperatuur: ze nemen een zonnebad om op te warmen en zoeken de schaduw op als het te heet wordt. Ze gebruiken dus externe factoren.
Homoiotherm of homeotherm (Grieks: homoios = onveranderlijk, therm = warmte) wil zeggen dat de lichaamstemperatuur altijd constant is, en een kleine afwijking kan al gevaarlijk zijn voor het functioneren van het dier. Deze vorm sluit het beste aan bij de klassieke beschouwing van warmbloedigheid. Een voorbeeld is de mens, die een temperatuur heeft van 37,5° Celsius, onder de 35° spreekt men al van onderkoeling, boven de 40° heeft men hoge koorts.
De derde vorm heeft nog geen Nederlandse naam (Engels: tachymetabolism; tachy = snel, metabol = veranderen). Het betreft alle dieren die als ze actief zijn een vaste temperatuur hebben, en deze tijdens de rust de stofwisseling maar zeer beperkt omlaag kunnen brengen. Een voorbeeld zijn beren, die geen echte winterslaap kunnen houden omdat de stofwisseling en lichaamstemperatuur nauwelijks dalen. Hierdoor verbruiken ze meer energie dan wanneer ze sterk af zouden koelen zoals muizen en ontwaken ze makkelijk uit de slaap. De tegenhanger wordt bradymetabolism (Engels) genoemd en betreft organismen die juist een laag basismetabolisme kennen en veel sterker kunnen afkoelen.

## Uitzonderingen

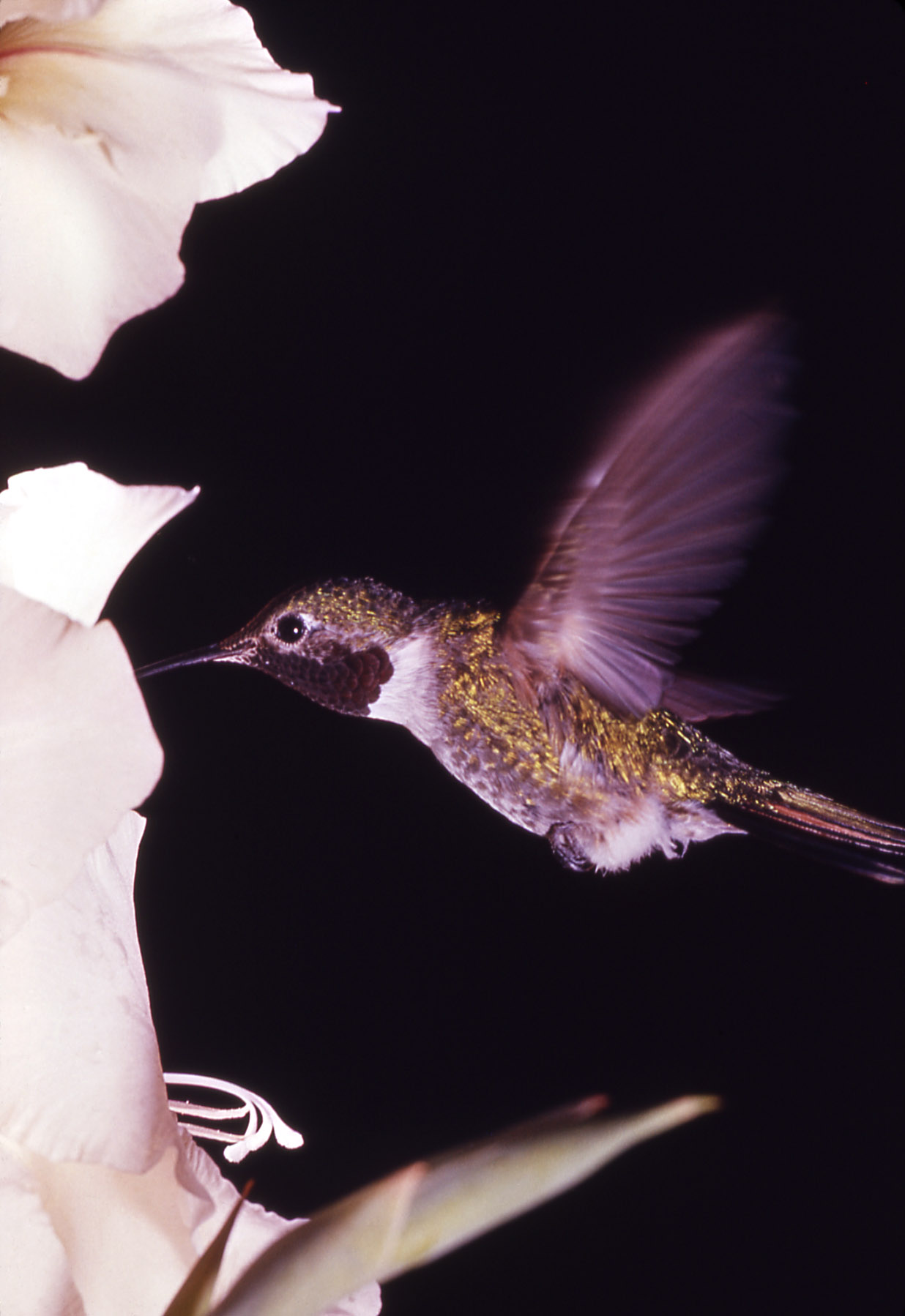
Kolibries sparen energie door 's nachts hun metabolisme te verlagen.

Er zijn echter vele uitzonderingen of combinaties, zelfs combinaties tussen de twee uiterste vormen van warm- en koudbloedigheid; respectievelijk homoiotherm en poikilotherm. Deze organismen hebben gedurende bepaalde tijd de omgevingstemperatuur, maar als ze actief zijn hebben ze een stabiele hogere lichaamstemperatuur die ze zelf genereren. Een voorbeeld zijn vrijwel alle soorten vleermuizen die als ze actief zijn een normale stofwisseling hebben maar deze in rust aanzienlijk omlaag kunnen brengen. Ze houden als het ware dagelijks een 'winterslaap', welke torpor wordt genoemd. Vleermuizen die in koelere streken leven, houden gedurende de winter een 'echte' lange winterslaap waarbij de lichaamstemperatuur tot net iets boven 0 graden Celsius kan dalen. Ook andere zoogdieren als muizen en egels die een zeer diepe winterslaap kennen zijn hiermee te vergelijken.
Ook kolibries zijn in staat om over te schakelen van een zeer snelle stofwisseling tijdens de vlucht naar een veel tragere tijdens de rust, dit heeft dus niets met de omgevingstemperatuur te maken. Tijdens het vliegen kan het hart tot 500 slagen per minuut maken, 's nachts neemt het aantal slagen af en is de lichaamstemperatuur enkele graden lager, zo spaart de vogel veel energie.
Warmbloedige diersoorten die hun metabolisme drastisch om kunnen zetten worden ook wel heterotherm genoemd (hetero = anders, therm = temperatuur). Heterotherme organismen hebben een stabiele temperatuur als ze actief zijn, en eveneens bij rust, maar beide fasen kennen een sterk afwijkende lichaamstemperatuur, zoals eerder genoemde vleermuizen. Deze term geldt ook voor soorten die in verschillende lichaamsdelen een andere temperatuur weten te handhaven. Deze soorten hebben biologische warmtewisselaars die voorkomen dat warm bloed door bepaalde lichaamsdelen stroomt, meestal de ledematen. Een voorbeeld zijn vogels die in arctische gebieden leven, zoals pinguïns. De poten van deze vogels zijn veel kouder dan de rest van het lichaam, hierdoor gaat minder warmte verloren en vriezen ze niet vast aan het ijs. Ook de lederschildpad kan als heterotherm worden gezien omdat de zwempoten warmer zijn dan de rest van het lichaam om ze efficiënter te kunnen gebruiken bij het zwemmen.

## Voor- en nadelen
Een 'echt' warmbloedig, homoiotherm dier ondervindt zowel voor- als nadelen ten opzichte van een 'echt' koudbloedig, poikilotherm dier. Warmbloedigen zijn meestal sneller omdat veel biochemische processen temperatuursafhankelijk zijn. Dieren die warmbloedig zijn kunnen ook functioneren in koude omgevingen, maar moeten meer energie verbruiken om zich warm te houden, en dus meer voedsel opnemen. Ook is de levenscyclus van koudbloedigen over het algemeen veel korter, blijven ze kleiner en hebben minder complexe (energie-verbruikende) aanpassingen zoals hersenen. Warmbloedige dieren moeten een bepaalde minimale grootte hebben omdat de oppervlakte (waar de warmteverliezen optreden) een verhouding heeft met de inhoud. Vandaar dat dieren in koude streken vaak een groot lichaam hebben. De minimale grootte van een warmbloedig dier is het formaat van een mus of een muis.
Een voordeel van poikilotherme organismen is dat ze veel minder voedsel nodig hebben en het langer uithouden. Een koudbloedige heeft bij een gelijk lichaamsgewicht een derde tot een tiende van de hoeveelheid voedsel nodig die een warmbloedige moet consumeren om warm te blijven. Een koudbloedige is dus gedurende kortere tijd actief, maar kan wel vrijwel alle energie steken in het voedsel opnemen en de voortplanting. Dit heeft ervoor gezorgd dat op sommige geïsoleerde ecosystemen veel minder warmbloedigen te vinden zijn, omdat er te weinig voedsel voor ze is. Het komt ook voor dat warmbloedigen die in een ecosysteem worden geïntroduceerd de koudbloedigen in rap tempo van de kaart vegen omdat ze gedurende langere tijd per dag voedsel kunnen zoeken en veel actiever zijn. Een voorbeeld hiervan zijn de geiten die werden ingevoerd op de Galápagoseilanden, en binnen korte tijd grote hoeveelheden grassen aten. Het gevolg was dat enkele soorten grote landschildpadden hierdoor sterk in aantal achteruit ging omdat deze grassen ook het hoofdvoedsel van de schildpadden zijn.
Thermografische afbeelding van een leeuw in de winter.